# Museu Solomon R. Guggenheim
O Museu Solomon R. Guggenheim (em inglês:  Solomon R. Guggenheim Museum) é mantido pela Fundação Solomon R. Guggenheim na cidade de Nova Iorque. Seu nome é em homenagem a Solomon Robert Guggenheim, criador da fundação e deste museu.
Recentemente, numa política de expansão foram criados o Museu Guggenheim Bilbao, o Guggenheim Hermitage Museum em Las Vegas, o Deutsche Guggenheim em Berlim e a Coleção Peggy Guggenheim em Veneza estando prevista a construção de um novo pólo em Abu Dhabi, que será o maior museu da fundação americana, projectado pelo arquitecto Frank Gehry.
O projeto arquitetônico do museu original em Nova Iorque é do importante arquiteto americano Frank Lloyd Wright e é famoso pelas linhas curvas da fachada, representando a arquitetura moderna em sua forma mais orgânica. O museu abriga importante coleção de arte moderna amealhadas pelo seu fundador e sua sobrinha Peggy Guggenheim no começo do século XX com um incalculável valor artístico e monetário.
O museu foi designado, em 19 de maio de 2005, um edifício do Registro Nacional de Lugares Históricos bem como, em 6 de outubro de 2008, um Marco Histórico Nacional. O Museu Guggenheim e uma seleção de outras 7 propriedades de Wright foram inscritas na Lista de Patrimônio Mundial sob o título "A arquitetura do século XX de Frank Lloyd Wright" em julho de 2019.

## O projeto
Solomon Robert Guggenheim quando iniciou este projeto procurava um "homem guerreiro, amante do espaço, agitador, experimentador e sábio".[carece de fontes?] Foi assim que ele encontrou Frank Lloyd Wright. Solomon assumiu o enorme desafio que se apresentava na época: à medida que se transformava o paradigma da obra de arte, também deveria se modificar o perfil do museu que pretende abrigá-la ao se mirar, de modo amplo, as transformações pelas quais passou a obra de arte nos últimos 200 anos, ou seja, a conquista de sua condição moderna onde exposições de arte podem ser grandes instalações. Ele então se perguntou: "Quais eram as mudanças necessárias para que o museu dê conta da exposição e da conservação dos trabalhos contemporâneos?".
Sua construção se iniciou em 1956, sendo concluído três anos mais tarde. As especificações impostas por Solomon Robert Guggenheim a Lloyd Wright foram bastante difíceis de transpor em termos arquitetônicos. Ele não poderia ser de forma alguma comparado com qualquer outro museu já existente. E a solução encontrada por Frank foi única e que remete as ideias arquitetônicas visionarias do inicio do século XX, correspondendo a uma linguagem abstrata dos quadros de alberga.
O Museu Guggenheim só foi inaugurado em 21 de Outubro de 1959, após a morte de Wright, que morreu seis meses antes de a obra estar concluída.
De acordo com a publicação Man and Shells, o projeto arquitetônico do museu Solomon R. Guggenheim, de Nova Iorque, foi inspirado pela forma do molusco Thatcheria mirabilis, ou do Nautilus, segundo o reconhecimento de seu projetista.

### Características
O partido arquitetônico adotado da obra privilegia a utilização de formas geométricas puras, ou melhor, que têm a origem nas formas puras (o cilindro, o tronco de cone, o troco de prisma, o polígono de três lados) e orgânicas. Tais elementos estão presentes em todos os momentos no edifício, seja definindo a espacialidade de um ambiente ou através dos detalhes construtivos, que fazem relacionar o edifício como um todo. Desde o desenho de piso até os detalhes de luminárias foram usadas formas puras, principalmente o círculo e o triângulo fazendo com que toda visão individual reporte diretamente a formas genéricas.
O próprio Frank Lloyd Wright, arquiteto da obra, menciona que sua intenção como finalidade está coerente com o projeto proposto por ele, afirmando que nesse projeto trabalha-se o efeito plástico de planos flutuando sobre planos, numa sobreposição e estratificação de camadas, cortadas e colocadas uma sobre as outras, de forma a estabelecer uma outra maneira de construir que não seja aquela tradicional.

### Localização
O Museu Guggenheim está localizado em uma das áreas mais tradicionais da ilha de Manhattan. De frente para o Lago Jaqueline Kennedy Onassis, no Central Park e para a Quinta Avenida, entre a ruas 88 e 89. O museu é uma peça arquitetônica que se diferencia de longe de todas as construções ao seu redor, o que inclui também o Novo Museu de Arte Contemporânea, o Museu de Arte Africana e o Museu Metropolitano de Arte de Nova Iorque.

## Galeria de imagens

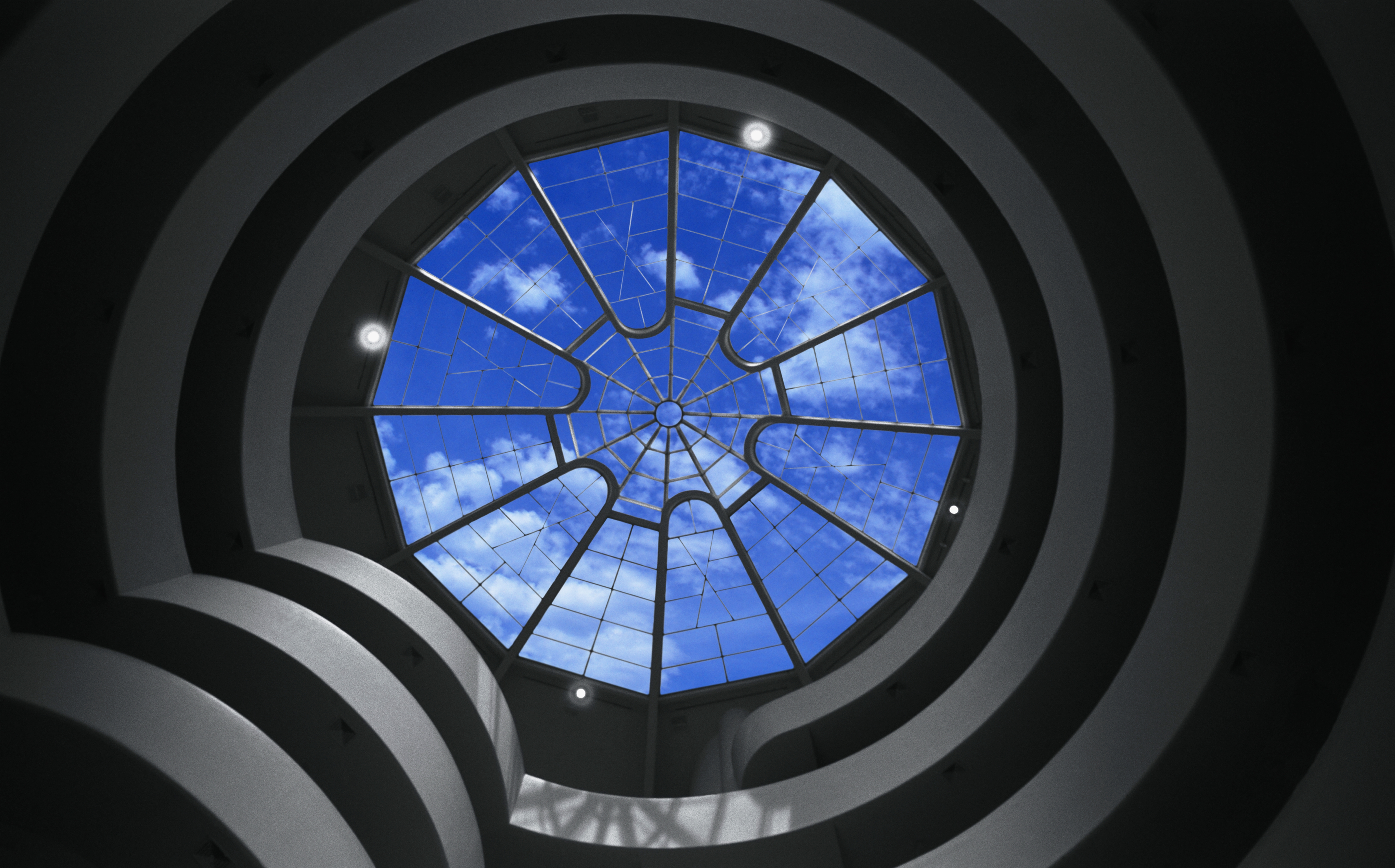
Solomon R. Guggenheim Museum atrium
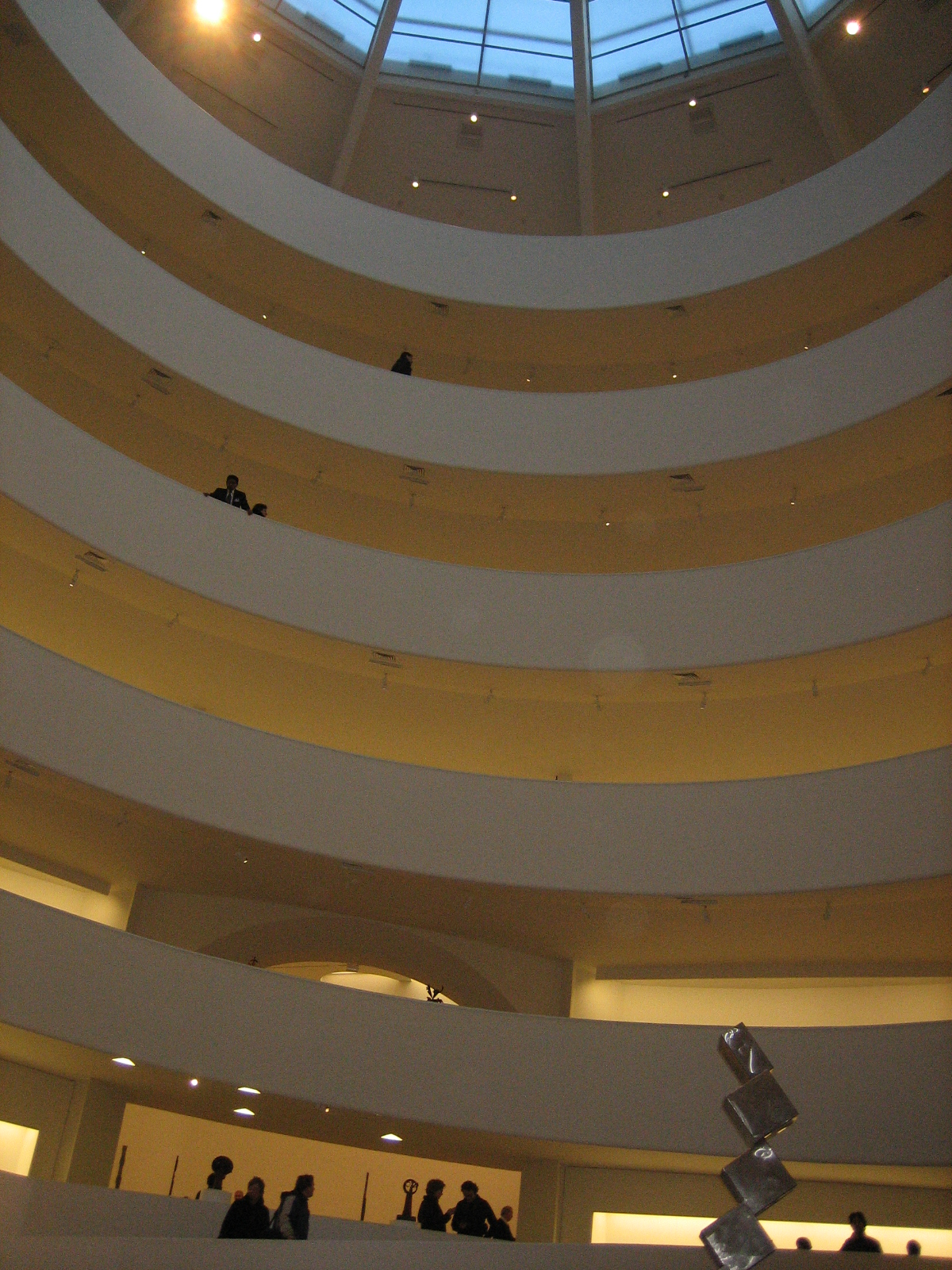
Interior do museu.
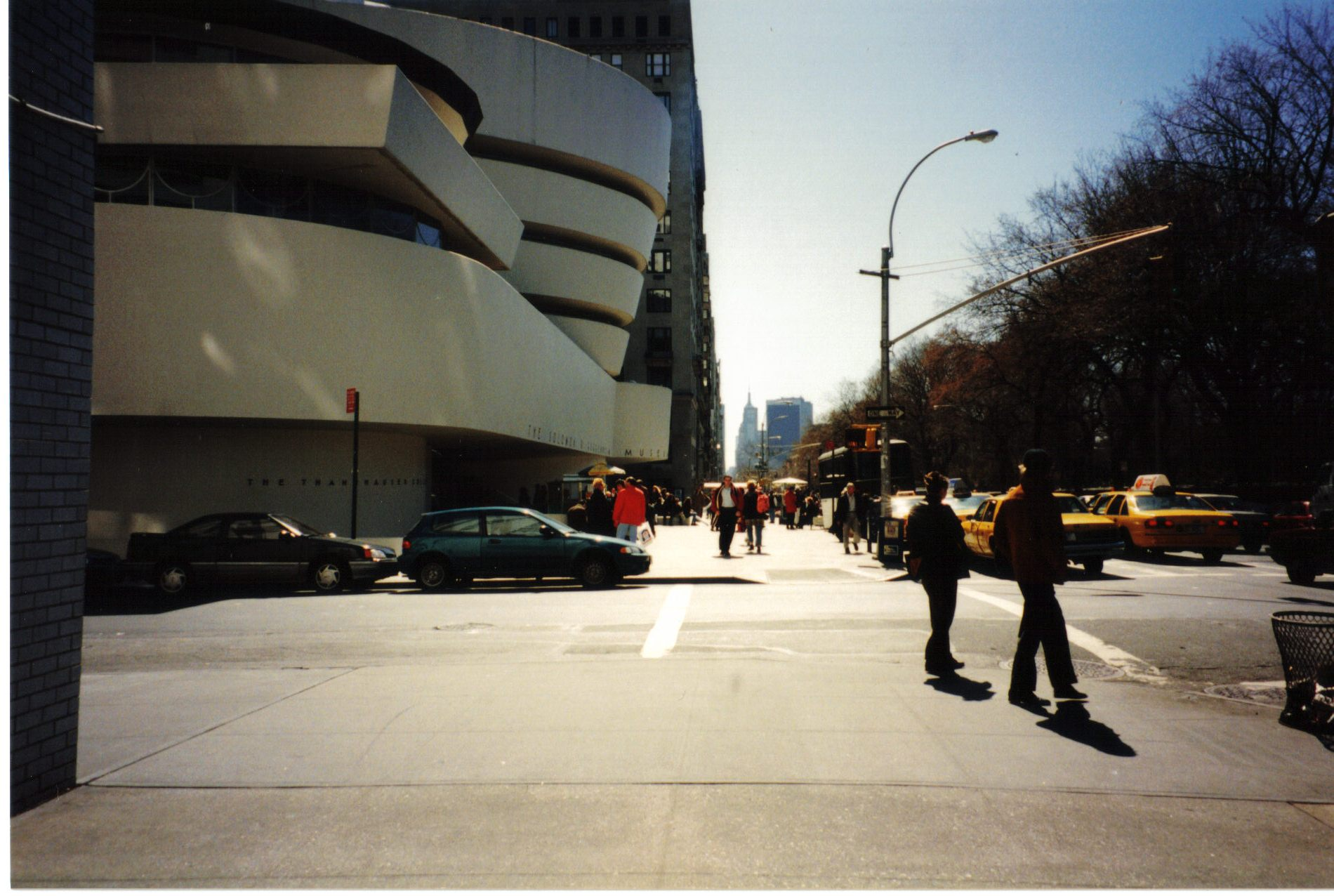
Passeio em frente ao museu.